# Szutúk
A szutúk ókori nomád nép volt a Mezopotámia és Kánaán közötti területen. Az i. e. 2. évezred elején az amoritákkal együtt támadásaikkal veszélyeztették a sumer és akkád városállamok népét, egy idő után az oda betelepülő amurrúkat is. Az i. e. 2. évezred második felében az egyiptomi forrásokban esik szó a Kánaánt fenyegető szutúkról. Az i. e. 1. évezredben az asszír források már valószínűleg általános „nomád” értelemben használják nevüket. A „kutúk és szutúk” kifejezés alatt egy idő után a „hegyi és síkvidéki nomádokat” értették. Nyelvük a nyugati sémi nyelvek közé tartozott, az amurrú nyelv közeli rokona, esetleg dialektusa lehetett.

## Történetük
A szutúk tulajdonképpeni vándorlási területe az i. e. 2. évezred elején az Eufrátesz és a Damaszkusz közötti hegyvonulatok területe volt. Ettől délebbre, a sivatagba ekkor még nem lehetett behatolni, mert a tevét csak a következő évezredben háziasították. Északon viszont Szíria területére mélyen behatoltak és az Eufráteszen átkelve a Tigris mentén is feltűntek. 
II. Amenhotep fáraó, amikor seregével átvonult Szírián, találkozott szutúkkal, sokakat foglyul ejtett. Az Amárna-levelekből megtudjuk, hogy Ehnaton idején a szutúk részt vettek egy Gubla elleni támadásban, de a letelepült kánaáni fejedelmek seregében is szolgáltak. Zaklatták az Asszíriából Egyiptomba küldött követeket. Egy bailoni szöveg panaszkodik, hogy attól sem riadtak vissza, hogy Szipparban Samas szentélyét megtámadják. 
Az arámiak (akkádul: ahlamúk) megjelenése után az i. e. 2. évezred végétől a „szutúk” kifejezést gyakran rájuk is alkalmazták. I. Adad-nirári asszír király még azzal dicsekszik, hogy az ahlamúkat és a szutúkat is legyőzte. I. Tukulti-apil-ésarra ott talál rá az „arámi ahlamúkra”, a Biszri-hegység lábánál, Tadmur és az Eufrátesz között, ahol az évezred elején még a szutúk éltek.